# Sukajadi (Bathin Viii)
Sukajadi is een bestuurslaag in het regentschap Sarolangun van de provincie Jambi, Indonesië. Sukajadi telt 489 inwoners (volkstelling 2010).